# Demo (videojuegos)
Una demo de un videojuego es una demostración distribuida de forma gratuita libremente del mismo por parte de la propia desarrolladora, que próximamente piensa distribuir en el mercado dicho producto, o que está en las primeras etapas de hacerlo. Generalmente está limitada a un período de tiempo determinado o a un momento determinado. Una demostración de juego se presenta en formatos como shareware, disco de demostración, software descargable y demostraciones técnicas.
Los desarrolladores normalmente lanzan este tipo de demostraciones técnicas para ayudar al consumidor a decidirse por comprar la versión final del videojuego. Las demostraciones de videojuegos para consolas son normalmente lanzadas por algunas revistas que hay en el mercado, que incluyen un conjunto de estos en un CD o DVD, aunque algunas consolas, como la Xbox 360 o PlayStation 3, incluyen algunos elementos de este tipo en su bazar en línea Xbox Live y en la PlayStation Store.
El concepto de demo también es aplicable a los paquetes de programas digitales (software), y también en este caso, el demo se diferencia del producto final porque en el primero de alguna manera se limita la capacidad de almacenamiento, el tiempo de ejecución o la fecha de ejecución.

## Tipos
Las demostraciones de videojuegos pueden venir de dos maneras, atendiendo a la jugabilidad y uso que le ofrezca al consumidor que adquiere este: en versiones jugables o no jugables.

### Jugables
Las demostraciones de los juegos de plataforma o de los juegos de acción normalmente incluyen los primeros niveles del videojuego en los que se muestra la mayoría del potencial de este. Los primeros niveles suelen presentar más facilidades para el jugador, para así atraer a los gamers. Los de aventura se suelen limitar a un número de habitaciones.

### No jugables
Son vídeos que permiten ver al jugador cómo se juega, mezclado normalmente de secuencias cinemáticas incluidas en el juego, entre otras cosas. Es la más distribuida en ferias de videojuegos como el E3, y también la incluyen algunas revistas junto a demostraciones del primer tipo.